# دوما (البترون)
دوما  هي بلدة لبنانية من قرى قضاء البترون في محافظة الشمال.

## تسميتها
لا يوجد تحديد واضح عن أصل تسمية البلدة. يقال أن كلمة دوما أصلها فينيقية من إله الصحة دومينوس. كما قيل أن أصل التسمية إغريقية وتعني القصر أو القلعة. وقيل أنها نسبة إلى جوليا دومنا وهي ابنة كاهن إله الشمس من حمص، تزوجها القيصر الروماني سيبتيموس سيفيروس وبنى لها قصراً فخماً في البلدة. وقيل أن أصل الكلمة عبري ويعني الهدوء.
وكانت «دوما» تُعرف بـ دوما الحديد لِمَا كانت تضمُّ من مناجم الحديد التي استخدمها أهلُها في صناعة جميع أنواع استخداماته ومن أشهرها بندقية صيد من دون براغي موجودة في المتحف الوطني.

## جغرافيتها
تقع البلدة في أعالي قضاء البترون إذ ترتفع ما بين 950م و 1800م عن سطح البحر وتمتد على مساحة تُقدَّر بـ 1100 هكتاراً. وهي على منخفض جبلي ومحاطة من جوانبها الثلاثة بالقمم والأودية وتنفتح على سهل كفرحلدا الفريد من نوعه والذي تسببت الزلازل بتكوينه. وتبعد 42 كلم عن مدينة جبيل وحوالي 75 كلم عن بيروت على نقطة بين ثلاث أقضية هي قضاء البترون وقضاء الكورة وقضاء جبيل. تنتشر فيها أشجار التفاح والكرز وحقول الزيتون وهي تشتهر بإنتاج زيت الزيتون.

## تاريخها
نشأت دوما أول أيام استعمار الرومان للمنطقة حيث أنشأ أحد رجالاتها قصراً فخما. وارتبط تاريخها بباقي تاريخ المنطقة من جبال لبنان. كان لديها قديما سوقا منظمة تخدم مناطق طرابلس وبعلبك الكورة وجبيل والبترون. إنشاء فيها أول صيدلية في بلاد الشام عام 1867 عرفت بـ«فرمشية غنمة». وأنشئت بلديتها عام 1882 لتكون ثالث بلدية لبنانية. وإنشاء متصرف جبل لبنان محكمة صلحية في البلدة أصبحت مركزا لمنطقة البترون في القرن التاسع عشر. واشتهرت الحدادة وصناعة الأسلحة فيها أيام إبراهيم باشا واستخرج الحديد من جبلي دوما وترتج المجاورين. وفي العام 1895 تأسس المسرح الدوماني الذي استمر حتى عام 1975 فنهبت محتوياته إثر الحرب الأهلية اللبنانية. كما اشتهرت بمدارسها منذ عام 1850 ومنها: «مدرسة المعلم يزبك خير» و«مدرسة المعلم إلياس وحيد الغرزوزي» التابعة للإرساليين الأميركان و«مدرسة الخوري مخايل العشي» التابعة للأباء العازريين و«مدرسة المعلم نصر أيوب» و«المدرسة الوطنية» و«المدرسة الموسكوبية».
واشتهرت بالتاريخ الحديث حين نفى حكام الانتداب الفرنسي بعض مجاهدي الاستقلال إليها مثل سليم سلام وسعد الله الجابري وعمر بيهم إثر قيادتهم لحركة معارضة واسعة ضد الفرنسيين في مطلع عشرينات القرن الماضي.

## معالمها
تنتشر في البلدة العديد من الآثار والنعالم منها ناووس روماني ومعبد إله الصحة اسكلابيوس الروماني الذي أصبح كنيسة مار ضومط والعديد من الأبنية الوثنية القديمة التي تحولت إلى كنائس مثل كنيسة مار نهرا وكنيسة مار شليطا وكنيسة مار فوقا.
وهناك أكثر من مئة بيت تراثي تتميز بفنها المعماري الذي هو مزيج من اليونانية والتوسكانية واللبنانية المتأثرة بالطابع الذي أدخله الأمير فخر الدين. ويمتاز البناء التراثي في دوما بالقناطر والمندلون والنوافذ الكبيرة والعالية والزخرفات حيث الشرفات والمساحات الشاسعة داخل الغرف وقد يتألف المنزل من طابق أو من طابقين.

## أعلام بارزون
- مروان عبود، سياسي وأستاذ محاضر وقاضي لبناني ومحافظ محافظة بيروت.
- حنا الطباع، (1919 - 24 ديسمبر 1979) شاعر.